# عظاءة الكونبارا
عظاءة الكونبارا (الاسم العلمي:†Kunbarrasaurus) هي جنس منقرض من العظائيات يتبع فصيلة العظايا المدملكة من رتبة طيريات الورك. وهي من ديناصورات العاشبة الصغيرة من العصر الطباشيري في أستراليا.